# Мэслин-Каммердейнер, Ким
Кимберли Мэслин-Каммердейнер (англ. Kimberlee Maslin-Kammerdeiner; род. 12 августа 1964, США) — американская футболистка, вратарь. Чемпионка мира (1991) в составе национальной сборной.

## Карьера

### Студенческая карьера
В футболе дебютировала в 1983 году в женском футбольном клубе из своего университета «Джордж Мейсон Пэтриотс», за который выступала сначала в качестве полевого игрока, а после перешла на позицию вратаря. Всего в составе команды выступала на протяжении трёх лет, завершив клубную карьеру в 1986 году.

### Карьера в сборной
В 1988 году дебютировала в официальных матчах в составе женской национальной сборной США по футболу. В 1991 году вместе с командой завоевала золотую медаль на первом чемпионате мира среди женщин, проходившем в Китае.
Всего в составе сборной приняла участие в 17 матчах.

### Дальнейшая жизнь
После ухода из футбола стала работать школьным учителем и футбольным тренером в Виргинии.